# Кызыл Куле
Кызыл Куле (тур. Kızıl Kule — «Красная башня») — главная достопримечательность турецкого города Аланья. Башня расположена в порту города. Это сооружение XIII век считается символом Аланьи и даже изображено на гербе города. Является частью комплекса крепость Аланьи (тур. Alanya Kalesi).

## История
Строительство башни началось в начале правления сельджукского султана Анатолии Ала-ад-дина Кей-Кубада I и было окончено в 1226 году. Султан пригласил в Аланью арабского архитектора Эбу Али Рехча эль-Кеттани (Ebu Ali Rehç el Kettani) из Алеппо (Сирия) для возведения здания. Башня получила своё название благодаря красному цвету кирпича, который он использовал в строительстве. В течение многих веков башня защищала порт и доки от нападения с моря. Строение возведено настолько качественно, что до сих пор остаётся одним из лучших примеров средневековой военной архитектуры. Несмотря на проведённую в 1950-е годы реставрацию здания, это самое сохранившееся сельджукское здание города. Башня была открыта для посетителей в 1979 году.

## Архитектура
Восьмиугольная башня из красного кирпича защищает Терсане (Tersane — «судоверфь»), который датируется 1221 годом. Высота сооружения — 33 метра (но если считать от уровня моря, то выше), диаметр — 29 метров, длина каждой стены — 12,5 метров. В башне 5 этажей. По высоким каменным ступеням (всего их 85) можно подняться на самый верх. Падающий сверху солнечный свет достигает первого этажа. Посередине башни расположен резервуар. Подобно многим зданиям города, над зубчатыми стенами башни развевается турецкий флаг.

## Этнографический музей
В 1979 году муниципалитет открыл на первом этаже башни этнографический музей Аланьи. Помимо рассказа об истории башни и города музей уделяет внимание геральдике, в частности — сельджукскому двуглавому орлу, который изображён на флаге. Вход в здание открыт с 08:00 до 12:00 и с 13:30 до 17:30; по понедельникам выходной.